# Thailand i olympiska sommarspelen 1984
Thailand deltog i de olympiska sommarspelen 1984 med en trupp bestående av 39 deltagare, och totalt blev det ett silver för landet.

## Boxning
Lätt flugvikt
- Sanpol Sang-Ano
  1. Första omgången – förlorade mot  Daniel Mwangi (KEN), RSC-3

Bantamvikt
- Wanchai Pongsri
  1. Första omgången – bye
  2. Andra omgången – förlorade mot  Joe Orewa (NIG), KO-2

## Bågskytte
Herrarnas individuella
- Amphol Amalekajorn – 2342 poäng (→ 46:e plats)
- Wachera Piyapattra – 2328 poäng (→ 50:e plats)

## Friidrott
Damernas 100 meter
- Wallapa Tangjitnusom
  - Heat — 12,18s (→ gick inte vidare)

Damernas längdhopp
- Sarinee Phenglaor
  - Kval — 5,51 m (→ gick inte vidare, 22:a plats)